# Анна Саксонская (1903—1976)
Анна Моника Пия Саксонская (нем. Anna Monika Pia von Sachsen; 4 мая 1903, Линдау — 8 февраля 1976, Мюнхен) — герцогиня Саксонская, в замужестве эрцгерцогиня Австрийская и принцесса Венгерская и Чешская.

## Жизнь
Анна была седьмым и самым младшим ребёнком последнего короля Саксонии Фридриха Августа III и Луизы Австрийской. Будучи беременной Анной, её мать Луиза покинула Саксонию 9 декабря 1902 года, оставив детей с отцом. Анна родилась в Линдау, Бавария, когда её родители уже расстались. Луиза отправила дочь к королевскому двору в Дрездене, где её отец Фридрих Август воспитал её вместе с другими своими детьми.
4 октября 1924 года герцогиня Анна Саксонская вышла замуж за эрцгерцога Иосифа Франца Австрийского, старшего сына эрцгерцога Иосифа Августа Австрийского и принцессы Августы Баварской. У них было восемь детей, которые носили титулы эрцгерцогов и эрцгерцогинь.
Её супруг скончался 25 сентября 1957 года. Спустя пятнадцать лет вдовства Анна Саксонская вышла замуж за Реджинальда Казанджяна (1905—1990). 28 июля 1972 года в Женеве состоялась гражданская церемония, а 9 сентября 1972 года в Верье — церковная.
Она умерла в Мюнхене в 1976 году в возрасте 72 лет.

## Дети
- Маргит Австрийская (17 августа 1925 — 3 мая 1979), муж с 1944 года Александр Кех (23 марта 1914 — 30 июня 2008), который именовал себя принцем Эрба-Одескальки, принцем Монтелеоне.
- Илона Австрийская (20 апреля 1927 — 11 января 2011), муж в 1946—1974 годах Георг Александр, герцог Мекленбургский (27 августа 1921 — 26 января 1996)
- Анна Терезия Австрийская (19 апреля 1928 — 28 ноября 1984)
- Иосиф Арпад Австрийский (8 февраля 1933 — 30 апреля 2017), женат с 1956 года на принцессе Марии фон Левенштайн-Вартхайм-Розенберг (род. 6 ноября 1935). Восемь детей
- Иштван Доминик Австрийский (1 июля 1934 — 24 октября 2011), женат с 1971 года морганатическим браком на Марии Андерл (род. 27 апреля 1942). Супруги имели сына и дочь
- Мария Кинга Австрийская (род. 27 августа 1938), 1-й муж с 1959 года Эрнст Кис род. 12 июля 1922), развод в 1974 году, 2-й муж с 1988 года Иоахим Крист (3 апреля 1919 — 15 января 2005)
- Геза Австрийский (род. 14 ноября 1940), 1-я жена с 1965 года Моника Декер (род. 1 декабря 1939), развод в 1991 году, 2-я жена с 1992 года Элизавета Джейн Кюнстадтер (род. 13 июля 1966). От первого брака — трое сыновей, от второго брака — дочь.
- Михаэль Австрийский (род. 5 мая 1942), женат с 1966 года на принцессе Кристиане фон Левенштайн-Вертхайм-Розенберг (род. 18 сентября 1940). Супруги имеют двух сыновей и дочь.

## Титулы
- 4 мая 1903 – 4 октября 1924: Её королевское высочество принцесса Анна Саксонская, герцогиня Саксонская
- 4 октября 1924 – 28 июля 1972: Её имперское и королевское высочество эрцгерцогиня Анна Моника Австрийская, принцесса Венгерская и Чешская, принцесса и герцогиня Саксонская
- 28 июля 1972 – 8 февраля 1976: Её королевское высочество принцесса Анна Саксонская, герцогиня Саксонская